# Gianandrea Gavazzeni
Gianandrea Gavazzeni (Bèrgam, 25 de juliol de 1909 - Bèrgam, 5 de febrer de 1996) fou un director d'orquestra, compositor, musicòleg i assagista italià. Es va especialitzar en la interpretació d'òperes, distingint-se per la seva tasca de redescobriment i revalorització d'obres oblidades d'autors com Donizetti o Rossini. Va estar molt vinculat al Teatre de La Scala de Milà, on va dirigir regularment durant tota la segona meitat del segle XX.

## Biografia
Una antiga residència dels Tassos, a la via Pignolo de Bèrgam, va ser el seu lloc de naixement. El seu pare Giuseppe, advocat i diputat al Parlament del Partit Popular, era un apassionat coneixedor de la música i organitzador de temporades d'òpera. La seva mare, en canvi, el va ajudar a familiaritzar-se amb el teatre de la prosa. Encara nen, i a la seva ciutat natal, el petit Gianandrea va escoltar l'òpera Isabeau de Pietro Mascagni als braços de la seva àvia, experiència que en cert sentit va marcar la seva futura vocació.
Va estudiar al Conservatori Santa Cecilia de Roma i va ingressar al Conservatori de Milà el 1925, alumne a la classe de piano de Renzo Lorenzoni i a la classe de composició de Vincenzo Ferroni, Ildebrando Pizzetti i Mario Pilati.
Els anys d'aprenentatge i formació també van ser importants pel que fa a les trobades. Gavazzeni va poder seguir tots els espectacles dirigits per Arturo Toscanini al Teatro alla Scala entre 1924 i 1929.

## Compositor
Gavazzeni va debutar com a compositor seguint els passos del seu professor Ildebrando Pizzetti. Les referències a Bèrgam i la zona de Bèrgam són freqüents en la seva producció, des del Concerto bergamasco fins a les Cançons per a Sant'Alessandro di Bergamo (patró de la ciutat), des de les Cantatas su Iscrizioni di Meridiane (recollides per Luigi Angelini) fins als Notturni di bevitori bergamaschi, del Dialogo per a tenor, baríton i orquestra dedicat a Martinengo als Concerti di Cinquandò (topònim que indica un camp a la vora del Tremana on estiuejaven els Gavazzeni). El 1935 Gavazzeni va escriure per a la temporada d'òpera del Teatro Gaetano Donizetti de Bèrgam l'òpera Paolo e Virginia basada en un llibret de Mario Ghisalberti inspirat en el Paolo e Virginia novel·la homònima de Jacques-Henri Bernardin de Saint-Pierre i centrada en el drama de l'amor total i tràgic de dos joves immersos en una natura verge. L'obra va ser especialment important perquè va obrir les portes a la important experiència del "Teatro delle Novelties" que començaria dos anys més tard per iniciativa de Bindo Missiroli i Franco Abbiati, amb el suport pel mateix Gavazzeni i Sandro Angelini. Va ser un intent interessant i d'alguna manera únic, com va afirmar el mateix Missiroli, per "animar els joves músics a acostar-se al teatre de l'òpera amb l'objectiu de no interrompre la tradició i amb l'objectiu de galvanitzar, animar-la, l'immens patrimoni operístic que en cas contrari corre el risc de convertir-se en material de museu". Amb 1949 Gavazzeni va interrompre la seva activitat compositiva, jutjant la seva pròpia producció "anacrònica" i obligant-lo així a "autoenterrar-se abans que es produeixin les "lleis excepcionals" de l'avantguarda oficial". En aquest sentit, va comentar Goffredo Petrassi, amic personal de Gavazzeni
"Amb aquella consciència crítica que el distingeix, es va adonar que la composició no estava en la seva naturalesa i el que va escriure li va aparèixer sobretot com un reflex de l'experiència de Pizzetti, del qual havia estat alumne".

## Director d'orquestra
El 1933 Gavazzeni va començar la seva carrera com a director. La primera oportunitat li va oferir l'orquestra de l'EIAR de Torí, mentre que una mica més tard va ser mestre suplent a la temporada del "Teatro delle Nuove" de Bèrgam. Va començar així una activitat ininterrompuda que el portarà a dirigir als teatres més importants d'Itàlia i de l'estranger.
Al Teatre Verdi de Trieste el 1939 va dirigir Les noces de Fígaro amb Giulietta Simionato, el 1942 Resurrecció de Franco Alfano i La bohème amb Mafalda Favero i Giuseppe Taddei i el 1943 Fior di Maria de Renzo Bianchi i Fedra de Ildebrando Pizzetti.
Al Teatre La Fenice de Venècia l'any 1942 va dirigir Rigoletto, Madonna Imperia de Franco Alfano i Cavalleria rusticana.
El seu primer contacte amb l'Orquestra del Teatre de La Scala de Milà es remunta al 1944 amb l'òpera Il campiello d'Ermanno Wolf-Ferrari, seguida de la direcció de Mavra de Ígor Stravinski i La pulce d'oro de Ghedini.
Després de la guerra, el 1946 va dirigir Don Giovanni amb Alda Noni a Venècia.
El 1948 Gavazzeni va dirigir la Misa da Rèquiem de Gaetano Donizetti a Bèrgam, situant-se així a l'origen del fenomen del "Renaixement de Donizetti": encara es considera memorable la seva direcció d'Anna Bolena amb Maria Callas, que va portar de nou l'obra mestra oblidada del mestre de Bèrgam. el repertori mundial. També el 1948 va dirigir el Trittico de Puccini al Gran Teatre del Liceu de Barcelona i Hänsel i Gretel de Humperdinck a Trieste, on el 1949 va dirigir La Favorite amb Ebe Stignani.
Una altra ocasió important va ser la que va tenir lloc l'any 1950 amb la direcció de la primera representació moderna de l'òpera de Rossini Il turco in Italia, que va comptar amb Maria Callas com a protagonista en el paper inèdit de cantant "buffa" i Sesto Bruscantini a la primera representació de el Teatre Eliseu de Roma.
El 1951 va dirigir la primera actuació al Teatro Nuovo de Torí d'Aida amb Giorgio Tozzi. El 1952 va dirigir el revival al Teatre Carlo Goldoni de Livorno de Parisina de Pietro Mascagni amb Maria Caniglia.
El 1953 va dirigir Lucia di Lammermoor amb Callas al Teatro dell'Opera de Roma i la primera representació de la Joana d'Arc a la foguera d'Arthur Honegger al Teatro San Carlo de Nàpols amb Ingrid Bergman i Miriam Pirazzini.
L'any 1954 al Teatre Verdi de l'illa de San Giorgio Maggiore, per al Teatre La Fenice de Venècia, l'estrena absoluta de Resurrecció i vida (Ego sum resurrectio et vita) de Virgilio Mortari amb Gianni Raimondi i Arianna de Benedetto Marcello amb Antonietta Stella. De nou l'any 1954 La figlia di Jorio d'Ildebrando Pizzetti a l'estrena al Teatro San Carlo de Nàpols.

## Gavazzeni a La Scala
Al Teatro alla Scala de Milà el 1948 va dirigir les primeres representacions de Daphnis et Chloé i de La valse de Maurice Ravel, el 1954 la primera representació de Giovanna d'Arco al rogo dirigida per Roberto Rossellini amb Ingrid Bergman i Cloe Elmo, el 1955 La fiamma  de Ottorino Respighi, El turc a Itàlia amb Maria Callas i Sorotxinskaia iarmarka amb Rolando Panerai, el 1956 La figlia di Jorio amb Ivo Vinco i Un ballo in maschera  amb Giuseppe Di Stefano i Ettore Bastianini, Samson et Dalila amb Giulietta Simionato i Ramón Vinay, Fedora amb Maria Callas i Franco Corelli i Giulio Cesare amb Simionato i Corelli, a 1957 Manon Lescaut amb Clara Petrella, Di Stefano i Fiorenza Cossotto, estrena mundial de La donna è mobile de Riccardo Malipiero amb Graziella Sciutti, Luigi Alva, Renato Capecchi i Cossotto, Il signor Bruschino, Anna Bolena amb Callas i Simionato i Iris amb Di Stefano, el 1958 Adriana Lecouvreur amb Di Stefano i Simionato, Mignon amb Simionato, Madame Butterfly, l'estrena absoluta de Assassinio nella cattedrale, Kàmenni gost, Tosca amb Renata Tebaldi  i Di Stefano en el viatge al Expo 1958, un concert de Verdi al "Teatro Regio di Parma" i Mosè in Egitto amb Boris Christoff, Adriana Lazzarini i Simionato, el 1959 Ernani amb Corelli, el Tríptic de Puccini amb Tito Gobbi i Renata Scotto, Francesca da Rimini  amb Magda Olivero i Mario del Monaco i Fedra de Pizzetti amb Régine Crespin, el 1960 Andrea Chénier amb Del Monaco, Tebaldi i Cossotto, el 1961 l'estrena absoluta de Il calzare d'argento de Pizzetti amb Di Stefano, Panerai i Wladimiro Ganzarolli i La battaglia di Legnano a la vetllada de gala per a l'obertura de la temporada del centenari de la 'unificació d'Itàlia amb Corelli, el 1962 La favorite amb Cossotto i Nicolai Ghiaurov, Faust amb Gianni Raimondi, Ghiaurov i Scotto, Les Huguenots amb Joan Sutherland, Tozzi, Simionato, Ganzarolli, Corelli i Cossotto i Il trovatore  amb Cossotto i Corelli a la vetllada de gala d'obertura de temporada, a 1963 Aïda amb Cossotto, Leontyne Price, Carlo Bergonzi i Ghiaurov, i la vetllada de gala d'obertura de temporada amb Cavalleria rusticana amb Simionato i Corelli i L'amico Fritz amb Mirella Freni i el 1964 La fanciulla del West amb Corelli, Mefistofele amb Ghiaurov, Bergonzi i Raina Kabaivanska, La Cenerentola amb Simionato i Turandot  amb Birgit Nilsson i Freni en el viatge al "Teatre Palazzo dei Congressi" al Kremlin de Moscou.
El 1965 va ser nomenat director musical fins al 1968 i va dirigir Norma amb Leyla Gencer i Simionato, l'estrena mundial de Clitemnestra de Pizzetti, La favorite amb Bruscantini i Cossotto, Simon Boccanegra amb Ghiaurov, Gabriella Tucci i Panerai i La forza del destino amb Bergonzi, Simionato i Ghiaurov a la vetllada de gala d'obertura de la temporada de Verona.
El 1966 va ser nomenat Director Artístic fins a 1968 i va dirigir l'estrena mundial de L'albergo dei poveri  de Flavio Testi i Nabucco amb Ghiaurov al vespre per a l'obertura de la temporada i Rigoletto amb Luciano Pavarotti, a la 1967 Madame Sans-Gêne i Khovànsxina amb Ghiaurov i el 1968 Loreley amb Elena Souliotis, Gianfranco Cecchele i Piero Cappuccilli.
El 1970 va dirigir I vespri siciliani amb Ruggero Raimondi i Scotto a la nit d'obertura de la temporada d'òpera, el 1972 Linda di Chamounix amb Enzo Dara, Alfredo Kraus, Carlo Cava i Renato Bruson, Alceste de Gluck, el 1973 Borís Godunov amb Ghiaurov, el 1976 Luisa Miller amb Pavarotti, Bruna Baglioni i Montserrat Caballé, el 1983 Anacréon de Luigi Cherubini, el 1984 Idomeneo i I Lombardi alla prima crociata amb Ghena Dimitrova i Josep Carreras, el 1985 dos concerts amb Viktoria Mullova, el 1986 La sonnambula amb Bonaldo Giaiotti i June Anderson, el 1987 la missa en fa major “di Chimay” de Luigi Cherubini, el 1988 I due Foscari amb Bruson i Paulus, op. 36 de Felix Mendelssohn a la "Basilica di San Simpliciano", el 1989 la represa en el viatge de La Scala al Teatre Bolxoi de Moscou de Adriana Lecouvreur amb Freni i Cossotto, el 1990 la Simfonia núm. 5 de Mendelssohn, el 1991 La bohème amb Freni, el 1994 La rondine amb Denia Mazzola Gavazzeni i el 1995 Stiffelio amb Carreras.

## Altres direccions orquestrals
A més del Teatro alla Scala, Gavazzeni va estar present als principals teatres, no només a Itàlia.
El 1955 va dirigir el revival al "Teatro Donizetti" de Bèrgam de Otello i la primera actuació al "Teatro Comunale di Firenze" de La Fira de Soročincy.

El 1956 va dirigir el revival al "Teatro Carignano" de Torí de Lucia di Lammermoor.

Al Teatro dell'Opera di Roma de 1955 va dirigir l'estrena de Burlesca de Antonio Veretti amb Elmo i la represa de Il tabarro amb Tito Gobbi, el 1956 la repetició de Iris amb Di Stefano i Christoff i la repetició de Samson et Dalila amb Fedora Barbieri i el 1978 el revival de Parisina de Pietro Mascagni amb Ferruccio Furlanetto.

A Edimburg el 1957 va dirigir El turc a Itàlia a La Scala amb Bruscantini, Cossotto i Fernando Corena.

A l'Òpera de Chicago el 1957 va dirigir La bohème amb Jussi Björling i Anna Moffo, Mignon amb Simionato i Moffo i Andrea Chénier amb Gobbi, Tebaldi i Del Monaco; el 1959 La Cenerentola amb Corena, Simon Boccanegra amb Gobbi i Richard Tucker i Turandot amb Leontyne Price, Di Stefano i Nilsson; el 1960 Tosca amb Di Stefano, Tebaldi i Gobbi i Madame Butterfly amb Leontyne Price.

A la Wiener Staatsoper el 1958 va dirigir Rigoletto amb Gianni Raimondi, Scotto i Cossotto.

El 1960 va dirigir el revival al "Teatro Nuovo" de Torí d'Aida.

A Salzburg el 1961 va dirigir Simon Boccanegra amb la Wiener Philharmoniker, Gobbi, Tozzi i Panerai.

De nou a Venècia el 1962 va dirigir Rigoletto amb Alfredo Kraus, Cornell MacNeil i Scotto, el 1963 Jerusalem , el 1968 Macbeth, el 1970 un concert, el 1972 La resurrecció de Crist de Lorenzo Perosi amb Katia Ricciarelli, Lucia Valentini, Ottavio Garaventa i Bruson, el 1973 Lucia di Lammermoor amb Bruson i Scotto , el 1974 Mosè in Egitto de Gioachino Rossini amb Cesare Siepi, Maria di Rohan, Bruson i Scotto, el 1985  un concert i el 1988 Paulus, op. 36 de Mendelssohn.

Al Festival de Glyndebourne el 1965 va dirigir Anna Bolena amb la London Philharmonic Orchestra, Leyla Gencer i Carlo Cava.

El 1967 va dirigir la primera actuació a la Salle Wilfrid Pelletier de Montréal el Nabucco.

Al "Grand Théâtre" de Ginebra el 1970 va dirigir La Cenerentola amb Corena i Teresa Berganza, el 1971 Norma i el 1982 La sonnambula amb Edita Gruberová.

Al "Teatro Massimo Vincenzo Bellini" de Catània el 1970 va dirigir l'estrena de Mosè in Egitto i el 1972 I puritani amb Adriana Maliponte, Kraus, Cappuccilli i Ruggero Raimondi.

De nou a Trieste el 1971 va dirigir Simon Boccanegra amb Cappuccilli, Cecchele i Vinco, el 1973 La Wally amb Kabaivanska i Macbeth i el 1975 The Moth de Antonio Smareglia.

A la Metropolitan Opera House de Nova York el 1976 va dirigir Il Trovatore amb Pavarotti, Scotto i Shirley Verrett.

El 1977, encara a la Wiener Staatsoper, Don Carlo amb Ruggero Raimondi i Cossotto.

Al Rossini Opera Festival el 1980 va dirigir La gazza ladra.
El 1981 va dirigir Luisa Miller al "Teatro Fraschini" de Pavia amb el Cor i la "Sinfonica della RAI Orchestra" de Milà i emès per RAI dins del Concurs Maria Callas.

El 1986 va dirigir la primera actuació al Pacific Coliseum de Vancouver de I Lombardi alla prima crociata.

El 1991 va dirigir La bohème amb Mirella Freni, Ghiaurov, Denia Mazzola, dirigida per Franco Zeffirelli.

El 1992 va dirigir Lucrezia Borgia, amb Denia Mazzola Gavazzeni i Salvatore Fisichella, per a la inauguració de la temporada d'òpera. del Politeama de Palerm.

El 1992 va dirigir Loreley al Teatro Carlo Felice de Gènova, amb Marilyn Zschau, Nicola Martinucci i Denia Mazzola Gavazzeni.

El 1993 va dirigir l'estrena de Esclarmonde al "Teatro Massimo Vittorio Emanuele" de Palerm amb Denia Mazzola Gavazzeni, Pietro Ballo i Bonaldo Giaiotti.

El 1993, al Teatro alla Scala, va dirigir La rondine, amb Denia Mazzola Gavazzeni, Pietro Ballo, Adelina Scarabelli i Paolo Barbacini, dirigida per Nicolas Joël.

El 1993 al Donizetti de Bèrgam va dirigir Poliuto, amb Denia Mazzola Gavazzeni, Simone Alaimo i Josè Sempere.

El 1993 va dirigir Zazà al "Teatre Massimo de Palerm", amb Denia Mazzola Gavazzeni i Luca Canonici, dirigida per Filippo Crivelli.

El 1994 va dirigir Roberto Devereux per a l'obertura de la temporada al Teatre Massimo de Palerm, amb Denia Mazzola Gavazzeni, Pietro Ballo i Antonio Salvadori.

El 1994 va dirigir La reginetta delle rose al Teatre Carlo Felice de Gènova, amb Denia Mazzola Gavazzeni i Luca Canonici, dirigida per Filippo Crivelli.

El 1994 va tornar a dirigir La bohème a La Scala, amb Denia Mazzola Gavazzeni en el paper de Mimì, dirigida per Franco Zeffirelli.

El 1995 va dirigir Il Tabarro i el Pagliacci, amb Denia Mazzola Gavazzeni, Nicola Martinucci i Roberto Servile, dirigida per Gianni Amelio .

El gener de 1996 va dirigir L'aviatore Dro al Teatre de Lugo, dirigida per Sylvano Bussotti.
També dirigeix l'orquestra del Maggio Musicale Fiorentino: Paulus i Elias de Mendelsshonn, Parisina (acte IV) (intèrpret Denia Mazzola Gavazzeni); l'orquestra de l'Arena di Verona: Ein deutsches Requiem (intèrpret Denia Mazzola Gavazzeni); l'orquestra San Carlo de Nàpols: La cançó dels records de Giuseppe Martucci (intèrpret Denia Mazzola Gavazzeni).
El 1992 va acceptar el càrrec de director musical de l'Orquestra Simfònica d'Emília-Romanya "Arturo Toscanini" de Parma: Poème de l'amour et de la mer d'Ernest Chausson; Missa de Rèquiem de Donizetti; Les nuits d'été de Hector Berlioz; Aires religiosos de Gavazzeni (intèrpret Denia Mazzola Gavazzeni). Va contribuir significativament a consolidar la qualitat de la institució, dirigint-la fins a la seva mort l'any 1996.

## El caracter
Gavazzeni es va allunyar per elecció i per naturalesa del sistema estrella dels directors d'orquestra, no li agradava fer enregistraments, era intolerant amb les eleccions de direcció que el 1955 va jutjar "una imprudència presumptuosa... en detriment de la interpretació musical". En el seu panorama executiu li agradava sovint incloure pàgines simfòniques-orquestrals, pertanyents sobretot a l'època romàntica, final del romàntic i principis del segle xx. Tenia i va conrear idees molt clares sobre la tècnica executiva, argumentant entre altres coses que no s'aprèn a dirigir i no s'aprèn dels altres directors, mentre que "és a la teva pell que s'aprèn". També va argumentar que la música s'ha de veure, no només escoltar (i això s'aplica no només a l'òpera sinó també als concerts). Són famoses les seves polèmiques contra la filologia declarada quan només serveix per tapar una manca d'inspiració gairebé absoluta. Amb hàbil enginy, Gavazzeni ha hagut de respondre als qui l'han preguntat sobre el "tempo correcte" d'una peça concreta que "el moment adequat és quan fa bon temps i no plou". La fidelitat absoluta al text és per a Gavazzeni una idea estreta que "va en contra dels valors estètics de la música i va en contra de la història. Història que mai s'atura". El crític musical Fedele D'Amico ha afirmat, respecte a les seves interpretacions, que "no només són actuacions encantadores: són exègesis silencioses i molt transparents, que diuen més que un comentari escrit".
La vis polèmica de Gavazzeni era igual a la seva energia vital. Gavazzeni no va escatimar les crítiques als polítics (el 1988 va acusar l'aleshores ministre Carraro de retallades a la música) i als directors (la seva baixa estima per Luca Ronconi és ben coneguda), però tampoc no es va mostrar lleuger amb ell mateix. Va tenir idees que s'estenia més enllà dels territoris musicals, com quan va suggerir que l'Adagietto de la Cinquena Simfonia de Mahler podria ser la banda sonora més adequada per a una pel·lícula inspirada en La mort de Mann a Venècia uns anys abans que Luchino Visconti l'utilitzi per a la seva pròpia obra.
Pel que fa a la seva activitat com a escriptor, Gavazzeni era un home de lletres molt fi (en realitat es definia com un "escriptor irregular"). Els seus escrits més incisius són els que pertanyen al gènere del dietari i es troben entre els exemples més autoritzats del nostre temps. Com afirma el crític Ermanno Comuzio "a través dels diferents pobles que l'autor ha conegut, definits en les seves característiques ocultes, no en la superfície turística, la presència del lloc autòcton sempre s'amaga, s'escolta el ressò de les campanes de Bèrgam i el so. dialecte dur, la casa d'Arlecchino i els personatges de Moroni i Piccio es tornen a veure".
Finalment, cal recordar que l'any 1985 Gianandrea Gavazzeni va ser guardonat amb el premi "A life in music" al Teatre La Fenice.

## Vida privada
Gavazzeni es va casar dues vegades: la seva segona dona va ser Denia Mazzola. Del primer matrimoni van néixer Franco Gavazzeni, filòleg italianista i professor universitari a Pavia, mort l'any 2008, i Giuseppe Gavazzeni.

## Obres
Composicions
| - Preludi simfònic per a orquestra (1928) - La mort de Daphne per a violí i orquestra (1929) - Quatre interludis d'Aminta del Tasso per a baríton, cor i orquestra (1930) - Sonata en sol per a violí i piano (1930) - Sonata en Fa per a violoncel i piano (1930) - 3 lletres (1930) - Sonatina en Fa per a piano (1930) - Tríptic per a cor (1931) - Cançó de l'any (1931) - 2 Cançones bressol populars toscanes (1931) - Concert per a orquestra de Bèrgam (1931) - 2 Madrigals de Tasso (1931) - Trio en re per a violí, violoncel i piano (1931) - Cançó en la per a piano (1932) - Sonata per a piano en fa (1933) - Cançons per a la cantata sagrada de Sant Alexandre (1934) - Fantasia per a violoncel i piano (1934) - Tres àries religioses per a violí i orquestra (1935) dedicades al meu amic Mario Pilati - Preludi, cançó i furlana per a violí i piano (1935) - Tres episodis per a orquestra (1935) - Obra de teatre de Paul i Virginia (1935) - Missatges (1936) - Cant Pastorale i Gagliarda per a violoncel i piano (1936) - Concert d'òpera (1936) - Cançons d'obrers llombards per a orquestra (1936) | - Concert en la per a violoncel (1936) - Concert per a violí dedicat a Miquel Àngel Abbado (1937) - Diàleg per a tenor (1937) - Inscripcions de rellotge de sol (1938) - Nocturns de bevedors de Bèrgam per a tenors (1938) - Ritmes i paisatges d'atletes per a orquestra (1938) - The Furious on the Island of Santo Domingo, ballet (1940) - Cor de contrabandistes de Schnapps per a cor (1940) - Concert de Piccolo per a flauta, trompa i cordes (1939-1940) - Ària per a clarinet, 2 trompes i cordes (1940) - Primer Concert de Cinquandò per a orquestra (1941) - Segon Concert de Cinquandò per a orquestra (1942) - Bergamasca per a piano (1942) - 1 Poema de Cat per a cor (1942) - 5 poemes de B. Dal Fabbro (1943) - Un epigrama de B. Dal Fabbro, amb motiu del 60è aniversari d'Alfredo Casella (1943) - 4 sonets a l'Orfeu de Rilke (1943) - L'Anunciació de Rilke (1944) - Sonata per a flauta i piano (1944) - Sonata da casa per a violí, piano i cordes (1944) - 2 sonates alhora per a piano (1945) - El poema de Rilke (1946) - Cantata de caça per a cor i orquestra (1946) - Tercer Concert de Cinquandò per a corda (1949) |

## Escrits
| - Esperits i formes de l'òpera de Bellini (Milà, 1936) - Donizetti (1937) - Tres estudis sobre Pizzetti (Como, 1937) - Donizetti (Torí, 1938) - Viatge als països musicals (Florència, 1939) - Musorgski i la música russa del segle XIX (1943) - Guia musical de "Siegfried" de R. Wagner (1944) - Festes musicals (Milà, 1944) - Paraules i sons (assaigs, 1946) - Guia de "Gold" de Pizzetti (1946) - El so està cansat (Bèrgam, 1950) - Quadern del músic (1952) - Músics d'Europa (Milà, 1954) - Música i teatre (Pisa, 1954) - La mort de l'òpera (Milà, 1954) | - Altres estudis Pizzetti (Bèrgam, 1956) - La casa de l'Arlequí (Milà, 1957) - Trenta anys de música (1958) - Diari d'Edimburg i Amèrica (1960) - Problemes de tradició dinàmico-fraseològica i crítica textual a Verdi i Puccini (Milà, 1961) - Les campanes de Bèrgam (1963) - Els enemics de la música (1965) - Òpera italiana en música (Milà, 1965) - Paper de música (1968) - No interpretis Beethoven i altres escrits (1974) Premi Viareggio de no-ficció 1975[5] - La vareta trencada (1987) - La casa perduda (Bèrgam, 1988) - Quadern del músic (1988) - El teló vermell (Torí, 1992) - Escena i fons (Milà, 1994) |

## Discografia parcial
- Bellini, Il Pirata - Cor Della Radiotelevisione Italiana, Roma/Gianandrea Gavazzeni/Orchestre Della Radiotelevisione Italiana, Roma, EMI
- Donizetti, Anna Bolena - Gianandrea Gavazzeni/Maria Callas/Cor del Teatro alla Scala di Milano/Orchestra del Teatro alla Scala di Milano, 1957 EMI
- Giordano, Andrea Chénier - Renata Tebaldi/Mario del Monaco/Ettore Bastianini/Fiorenza Cossotto/Orchestra dell'Accademia Nazionale di Santa Cecilia/Gianandrea Gavazzeni, 1970 Decca
- Honegger, Giovanna d'Arco al rogo - 1953 Cantus
- Mascagni, Cavalleria rusticana - Gavazzeni/Pavarotti, 1996 Decca
- Mascagni, L'amico Fritz - Gianandrea Gavazzeni/Orchestra of the Royal Opera House/Covent Garden/Mirella Freni/luciano Pavarotti, 1969 EMI
- Ponchielli, La Gioconda - Anita Cerquetti/Giulietta Simionato/Mario del Monaco/Ettore Bastianini/Coro del Maggio Musicale Fiorentino/Orchestra del Maggio Musicale Fiorentino/Gianandrea Gavazzeni, 1958 Decca
- Rossini, Il turco In Italia - Cor del Teatro alla Scala di Milano/Franco Calabrese/Gianandrea Gavazzeni/Jolanda Gardino/Maria Callas/Mariano Stabile/Nicola Rossi-Lemeni/Nicolai Gedda/Orchestra del Teatro alla Scala di Milano/Piero de Palma, EMI
- Verdi, Un Ballo In Maschera - Gianandrea Gavazzeni/Maria Callas/Orchestra del Teatro alla Scala di Milano, EMI
- Classic Recitals, Carlo Bergonzi - Carlo Bergonzi/Gianandrea Gavazzeni/Orchestra dell'Accademia di Santa Cecilia, 1958 Decca
- Plácido Domingo & Katia Ricciarelli: Great Love Duets - Plácido Domingo/Gianandrea Gavazzeni/Orchestra of the National Academy of Santa Cecilia/Katia Ricciarelli, 1978 Sony

## Honors
- Cavaller de l'Orde al Mèrit de la República Italiana; Roma, 22 març de 1994.[5]